# Max Kögel
Max Kögel (* 7. Oktober 1860; † 25. Januar 1925) war ein deutscher Fotograf in Heidelberg.

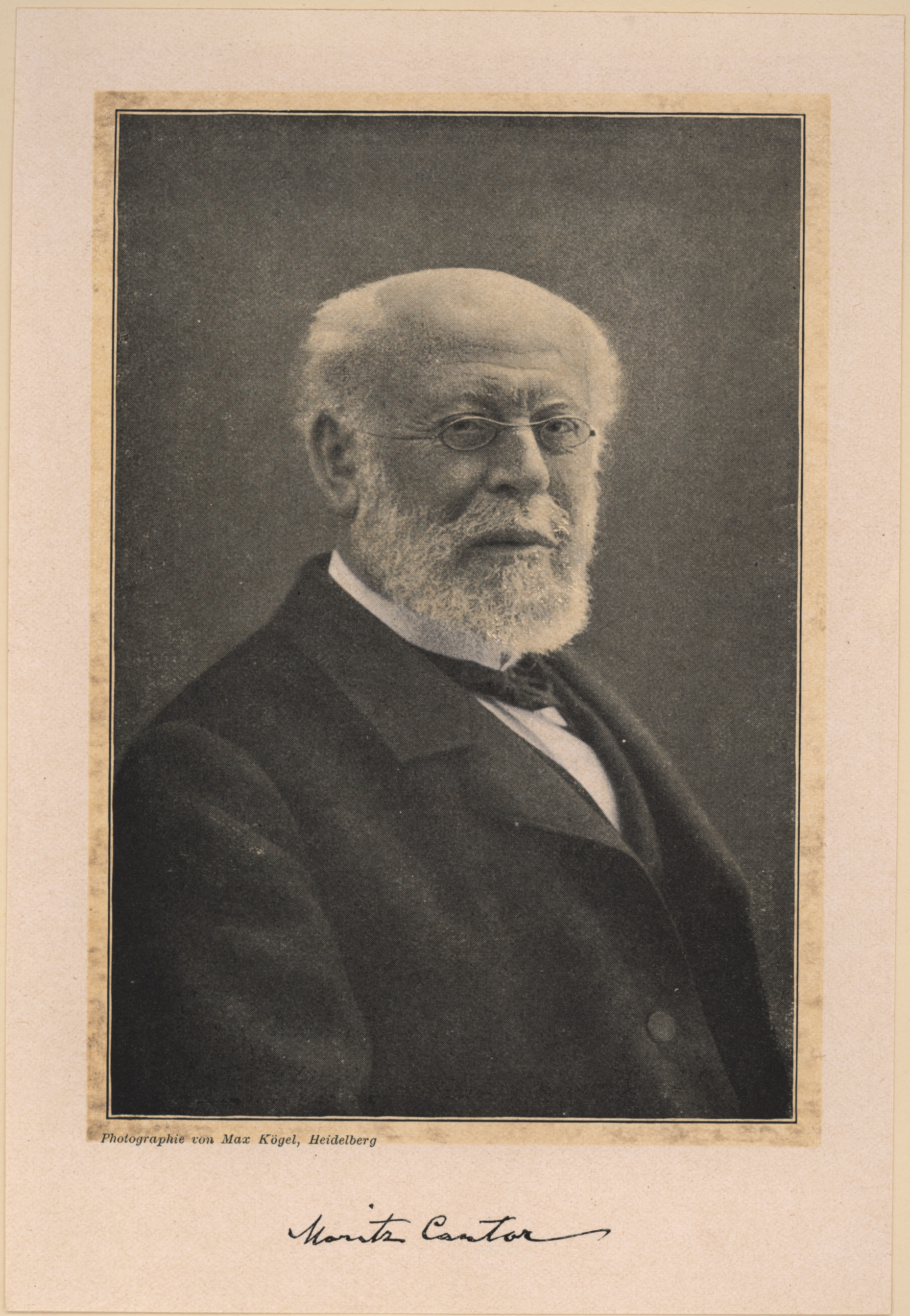
Moritz Cantor, erster Professor für Mathematikgeschichte. Foto Max Kögel.

## Leben
Max Kögel war seit 1889 in der Stadt Heidelberg als Fotograf tätig. Er übernahm unter der Adresse Plöck 79 das Atelier „Eduard Schultze“ des Fotografen Heinrich Boppel (Name der Straße bis 1890 „Plöckstraße“). Kögel betrieb außerdem ein Fotogeschäft in der Hauptstraße 118, das 1925 bis 1939 von seinem Sohn Walter Kögel (* 1889; † 1939) weitergeführt wurde.

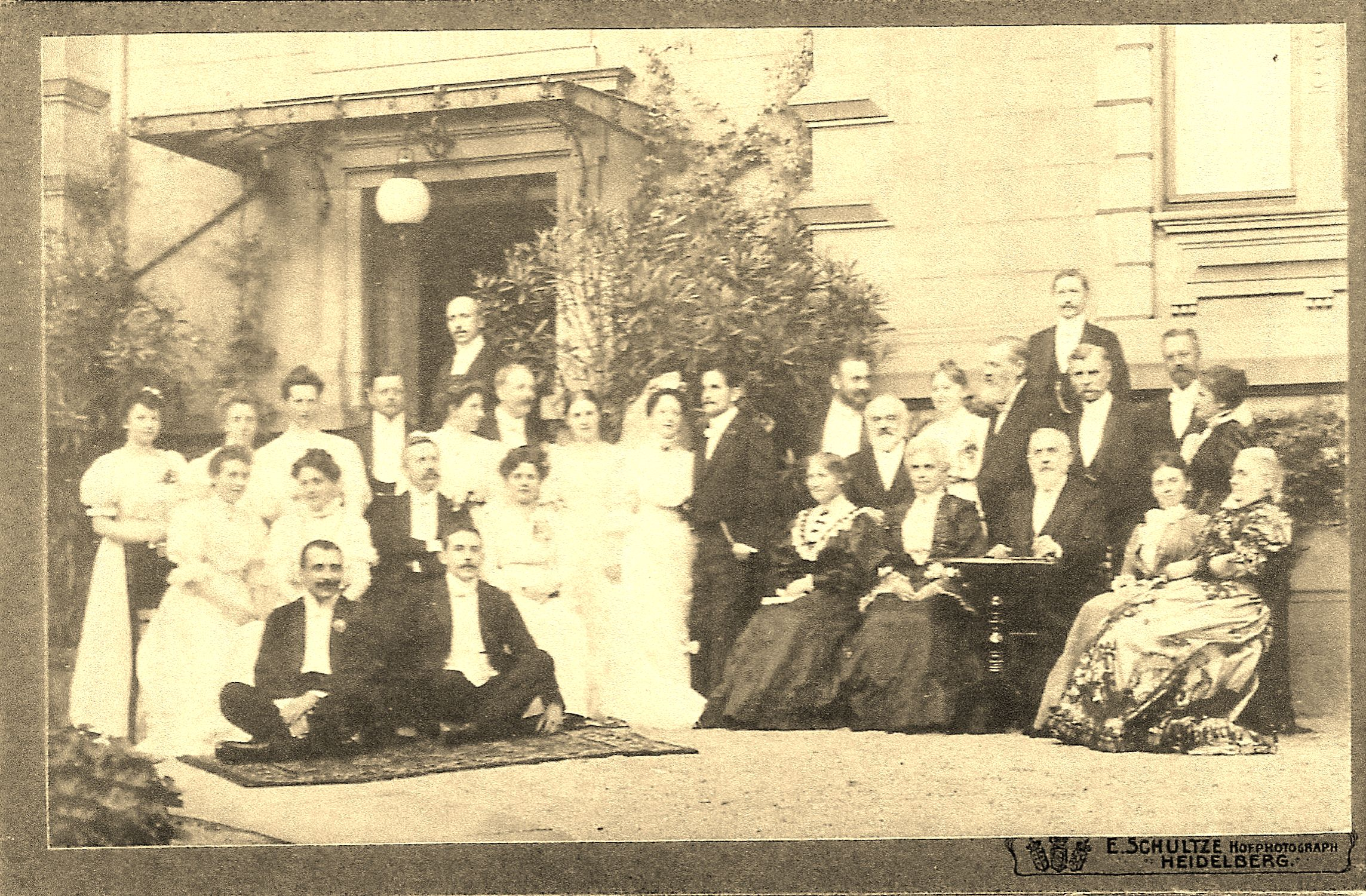
Hochzeitsfoto von August Schoetensack mit Luise Bülow aufgenommen von Max Kögel, 1906

Am 10. September 1889 erhielt Max Kögel den Titel „Königlich Württembergischer Hofphotograph“ 1895 wurde ihm der Titel Hofphotograph durch den Großherzog von Baden verliehen.
Auf der „Allgemeinen Photographischen Ausstellung“, veranstaltet vom „Verein zur Pflege der Photographie und verwandter Künste zu Frankfurt/M.“ vom 8. bis 22. Oktober 1913 erhielt Max Kögel ein Diplom zur Silbernen Medaille in der Gruppe der Berufsphotographen. Am 24. Januar 1925 erlitt er nach einem schweren Autounfall einen Herzschlag und verstarb tags darauf.

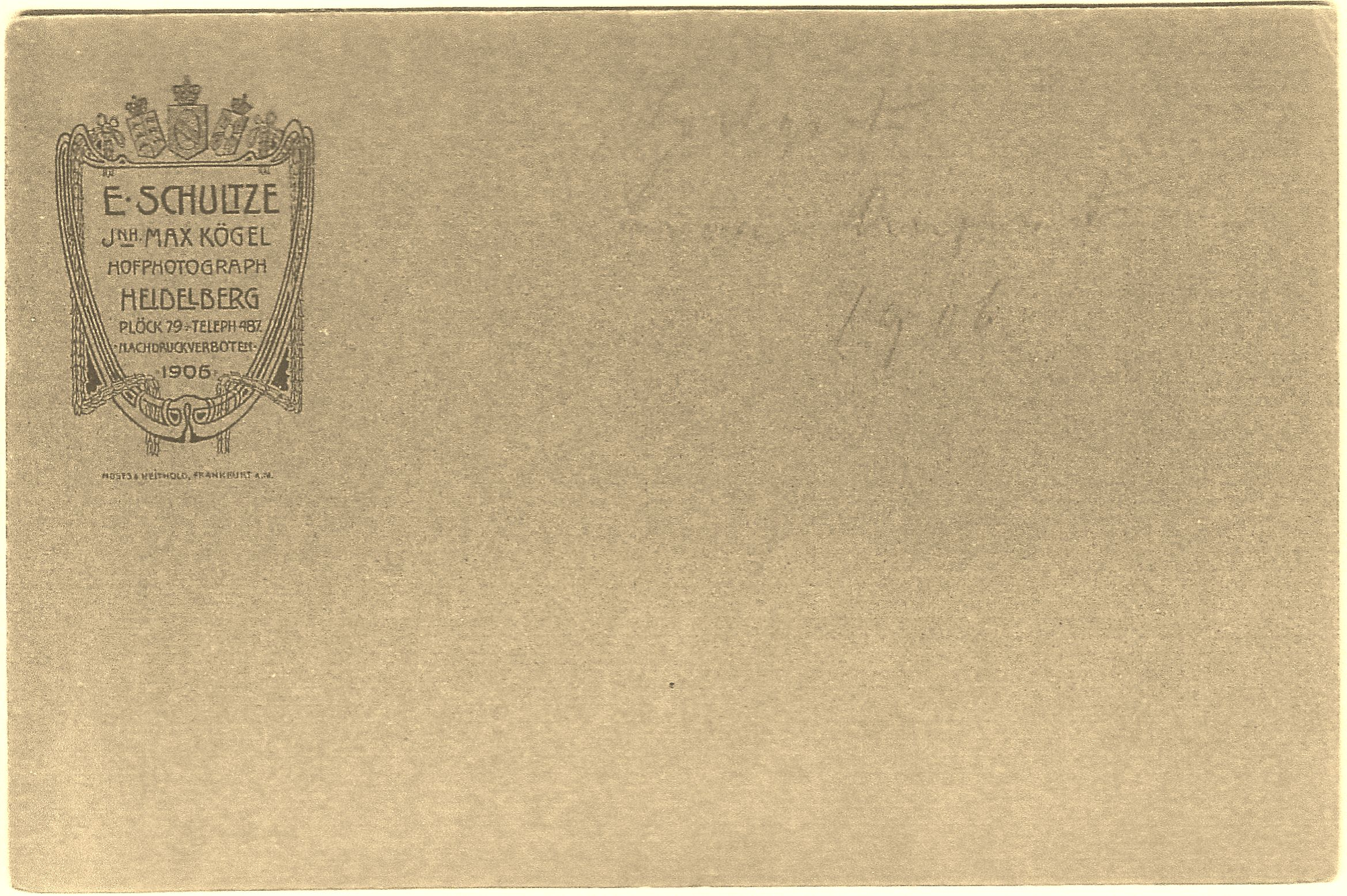
Rückseite des Hochzeitsphotos mit dem Logo von E. Schultze, Inh. Max Kögel, Hofphotograph Heidelberg, 1906